# 山谷幽灵蛛
山谷幽灵蛛（学名：Pholcus bessus）为幽灵蛛科幽灵蛛属的动物。在中国大陆，分布于河北等地。该物种的模式产地在河北。